# Paul Robinson (Fußballspieler, Dezember 1978)
Paul Peter Robinson (* 14. Dezember 1978 in Watford) ist ein ehemaliger englischer Fußballspieler. Der Abwehrspieler lief unter anderem in der Premier League für West Bromwich Albion und die Bolton Wanderers auf.

## Karriere

### Verein

#### FC Watford
Robinson wurde in der Nachwuchsabteilung des FC Watford ausgebildet, ehe er 1996 in den Profikader stieß. Sein Debüt im professionellen Fußball gab er am 29. Oktober 1996 gegen Luton Town im Alter von 17 Jahren. In der Folgezeit erhielt er regelmäßige Einsätze in der Männermannschaft. In der Spielzeit 1997/98 war er meist Ergänzungsspieler. Oft kam er nur zum Einsatz wenn die Mannschaft vom gewohnten 3-5-2-System auf ein 4-4-2 geändert wurde. Am Ende dieser Saison konnte die Football League Second Division gewonnen werden und Watford stieg in die nächsthöhere Liga auf. Von da an spielte das Team öfter mit vier Verteidigern und Robinson spielte sich in die Stammelf. Am 29. April 1999 geriet er in die Schlagzeilen, als er im Spiel gegen Port Vale seinem Gegenspieler Stewart Talbot durch hartes Einsteigen das Bein brach. Die Mannschaft schaffte es zu dieser Zeit in die Play-offs zum Aufstieg in die Premier League. Durch einen 2:0-Sieg im finalen Spiel gegen die Bolton Wanderers wurde der Verein erstklassig. Doch das Glück hielt nur eine Saison und Watford stieg sofort wieder ab. Robinson spielte noch eine weitere Saison für seinen Stammverein, ehe er im Oktober 2003 an West Bromwich Albion verkauft wurde.

#### West Bromwich Albion
Am 18. Oktober 2003 gab er sein Debüt im Dress der Baggies gegen Norwich City. Sein erster Treffer für West Bromwich im April 2005 gegen Aston Villa brachte ihm den durch die Fans verliehen Preis zum Tor des Jahres für West Bromwich ein. Im Juni 2006 sollte die Rückkehr zum FC Watford fix gemacht werden, was allerdings scheiterte. Kurz darauf unterzeichnete Robinson einen neuen Drei-Jahres-Vertrag. Am 28. Oktober 2006 tauchte der Defensivspieler wieder negativ in den Medien auf, als er Birmingham Citys Kapitän Damien Johnson durch einen Ellenbogencheck den Kiefer brach. Zur Spielzeit 2007/08 sollte er zu Wigan Athletic wechseln, um den nach Everton transferierten Leighton Baines zu ersetzen, aber Robinson fiel durch die sportärztliche Untersuchung. Anschließend sicherte er sich mit West Bromwich den Gewinn der Football League Championship und den damit verbundenen Aufstieg ins englische Oberhaus. Wegen guter Leistung während dieser Zeit wurde er ins PFA Championship Team des Jahres gewählt.

#### Bolton Wanderers
Im Sommer 2009 wechselte Robinson zu den Bolton Wanderers.

### Nationalmannschaft
Robinson lief drei Mal für die U21 Englands auf.

## Erfolge
- Gewinn der Football League Second Division mit FC Watford: 1998
- Aufstieg in die Premier League mit West Bromwich Albion: 1999
- Gewinn der Football League Championship mit West Bromwich Albion: 2008